# Firozabad (miasto)
Firozabad (hindi: फ़िरोज़ाबाद) – miasto w północnych Indiach w stanie Uttar Pradesh, na Nizinie Gangesu.
Populacja miasta w 2001 roku wynosiła 278 801 mieszkańców.